# Thermocyclops parvus
Thermocyclops parvus é uma espécie de crustáceo da família Cyclopidae.
É endémica dos Estados Unidos da América.
Os seus habitats naturais são: pântanos.